# Зонтичные (подсемейство)
Apioideae — собственно зонтичные, или собственно сельдерейные, или собственно сельдереевые — подсемейство цветковых растений семейства Зонтичные (Apiaceae).
В современной классификации APG IV предполагается отказ от использования промежуточных рангов типа подсемейства, трибы и пр. Подсемейство Apioideae как самостоятельное не выделяется, используются только ранги семейства Зонтичные (Apiaceae), входящих в него родов и соответствующих видов и инфравидовых таксонов.
По данным сайта GRIN в устаревших системах ботанической классификации подсемейство встречается в составе семейства Зонтичные (Apiaceae) наряду с подсемействами Azorelloideae и Mackinlayoideae и включает в себя 26 триб и 462 рода цветковых растений:
- Aciphylleae
- Annesorhizeae
- Apieae
- Bupleureae
- Careae
- Chamaesieae
- Choritaenieae
- Coriandreae
- Echinophoreae
- Erigenieae
- Heteromorpheae
- Komarovieae
- Lichtensteinieae
- Marlothielleae
- Oenantheae
- Phlyctidocarpeae
- Pimpinelleae
- Pleurospermeae
- Pyramidoptereae
- Scandiceae, включая подтрибы
  - Daucinae
  - Ferulinae
  - Scandicinae
  - Torilidinae
- Selineae
- Smyrnieae
- Steganotaenieae
- Tordylieae, включая подтрибу
  - Tordyliinae